# Liédena
Liédena là một đô thị trong tỉnh và cộng đồng tự trị Navarre, Tây Ban Nha. Đô thị này có diện tích là 19,28 ki-lô-mét vuông, dân số năm 2007 là 335 người với mật độ 17,38 người/km². Cự ly so với tỉnh lỵ là 41 km.